# 2014-es WTA-szezon
A 2014-es WTA-szezon a WTA, azaz a női profi teniszezők nemzetközi szövetsége által megszervezett versenysorozat 2014-es évada volt. A szezon magába foglalta a Nemzetközi Teniszszövetség (ITF) által felügyelt Grand Slam-tornákat, a Premier tornákat (Premier Mandatory, Premier 5, Premier), az International tornákat, az ITF által szervezett Fed-kupát, s a két év végi versenyt, a világbajnokságot és a bajnokok tornáját. 2014-ben a versenynaptár része volt az ITF által szervezett Hopman-kupa is, amelyért azonban ranglistapontok nem jártak.

## Az év kiemelkedő magyar eredményei
Babos Tímea párosban győzött Sydneyben és Kuala Lumpurban, döntőt játszott Párizsban, Monterreyben, Wimbledonban és Cincinnatiban.

## Versenynaptár
| Grand Slam-tornák       |
| WTA Premier Mandatory   |
| WTA Premier 5           |
| WTA Premier             |
| WTA International       |
| Évvégi világbajnokságok |
| Csapatversenyek         |

### Január
| Kezdés                | Torna | Bajnokok                                               | Ellenfelek a döntőben                   | Elődöntősök                                                    | Negyeddöntősök                                                                      |
| --------------------- | --- | ------------------------------------------------------ | --------------------------------------- | -------------------------------------------------------------- | ----------------------------------------------------------------------------------- |
| December 30.          | Hopman-kupa Perth, Ausztrália ITF vegyes csapatok bajnoksága $1,000,000 – Kemény (f) – 8 csapat (RR)                 | Franciaország · 2–1                                    | Lengyelország                           | Körmérkőzés (RR) (A csoport) Kanada · Olaszország · Ausztrália | Körmérkőzés (RR) (B csoport) Csehország · Amerikai Egyesült Államok · Spanyolország |
| December 30.          | Brisbane International Brisbane, Ausztrália WTA Premier $1,000,000 – Kemény – 30S/32Q/16D                            | Serena Williams 6–4, 7–5                               | Viktorija Azaranka                      | Marija Sarapova Jelena Janković                                | Dominika Cibulková Kaia Kanepi Angelique Kerber Stefanie Vögele                     |
| December 30.          | Brisbane International Brisbane, Ausztrália WTA Premier $1,000,000 – Kemény – 30S/32Q/16D                            | Alla Kudrjavceva Anastasia Rodionova 6–3, 6–1          | Kristina Mladenovic Galina Voszkobojeva | Marija Sarapova Jelena Janković                                | Dominika Cibulková Kaia Kanepi Angelique Kerber Stefanie Vögele                     |
| December 30.          | Shenzhen Open Sencsen, Kína WTA International $500,000 – Kemény – 32S/16Q/16D                                        | Li Na 6–4, 7–5                                         | Peng Suaj                               | Annika Beck Vania King                                         | Monica Niculescu Patricia Mayr-Achleitner Jana Čepelová Barbora Strýcová            |
| December 30.          | Shenzhen Open Sencsen, Kína WTA International $500,000 – Kemény – 32S/16Q/16D                                        | Monica Niculescu Klára Zakopalová 6–3, 6–4             | Ljudmila Kicsenok Nagyja Kicsenok       | Annika Beck Vania King                                         | Monica Niculescu Patricia Mayr-Achleitner Jana Čepelová Barbora Strýcová            |
| December 30.          | ASB Classic Auckland, Új-Zéland WTA International $250,000 – Kemény – 32S/32Q/16D                                    | Ana Ivanović 6–2, 5–7, 6–4                             | Venus Williams                          | Jamie Hampton Kirsten Flipkens                                 | Lauren Davis Garbiñe Muguruza Isizu Szacsie Nara Kurumi                             |
| December 30.          | ASB Classic Auckland, Új-Zéland WTA International $250,000 – Kemény – 32S/32Q/16D                                    | Sharon Fichman Maria Sanchez 2–6, 6–0, [10–4]          | Lucie Hradecká Michaëlla Krajicek       | Jamie Hampton Kirsten Flipkens                                 | Lauren Davis Garbiñe Muguruza Isizu Szacsie Nara Kurumi                             |
| Január 6.             | Apia International Sydney Sydney, Ausztrália WTA Premier $710,000 – Kemény – 30S/48Q/16D                             | Cvetana Pironkova 6–4, 6–4                             | Angelique Kerber                        | Madison Keys Petra Kvitová                                     | Bethanie Mattek-Sands Carla Suárez Navarro Sara Errani Lucie Šafářová               |
| Január 6.             | Apia International Sydney Sydney, Ausztrália WTA Premier $710,000 – Kemény – 30S/48Q/16D                             | Babos Tímea Lucie Šafářová 7–5, 3–6, [10–7]            | Sara Errani Roberta Vinci               | Madison Keys Petra Kvitová                                     | Bethanie Mattek-Sands Carla Suárez Navarro Sara Errani Lucie Šafářová               |
| Január 6.             | Moorilla Hobart International Hobart, Ausztrália WTA International $250,000 – Kemény – 32S/32Q/16D                   | Garbiñe Muguruza 6–4, 6–0                              | Klára Zakopalová                        | Samantha Stosur Estrella Cabeza Candela                        | Bojana Jovanovski Alison Riske Monica Niculescu Kirsten Flipkens                    |
| Január 6.             | Moorilla Hobart International Hobart, Ausztrália WTA International $250,000 – Kemény – 32S/32Q/16D                   | Monica Niculescu Klára Zakopalová 6–2, 6–7 (5), [10–8] | Lisa Raymond Csang Suaj                 | Samantha Stosur Estrella Cabeza Candela                        | Bojana Jovanovski Alison Riske Monica Niculescu Kirsten Flipkens                    |
| Január 13. Január 20. | Australian Open Melbourne, Ausztrália Grand Slam $12,122,762 – Kemény 128S/96Q/64D/32X Egyéni – Páros – Vegyes páros | Li Na 7–6(3), 6–0                                      | Dominika Cibulková                      | Eugenie Bouchard Agnieszka Radwańska                           | Ana Ivanović Flavia Pennetta Simona Halep Viktorija Azaranka                        |
| Január 13. Január 20. | Australian Open Melbourne, Ausztrália Grand Slam $12,122,762 – Kemény 128S/96Q/64D/32X Egyéni – Páros – Vegyes páros | Sara Errani Roberta Vinci 6–4, 3–6, 7–5                | Jekatyerina Makarova Jelena Vesznyina   | Eugenie Bouchard Agnieszka Radwańska                           | Ana Ivanović Flavia Pennetta Simona Halep Viktorija Azaranka                        |
| Január 13. Január 20. | Australian Open Melbourne, Ausztrália Grand Slam $12,122,762 – Kemény 128S/96Q/64D/32X Egyéni – Páros – Vegyes páros | Kristina Mladenovic Daniel Nestor 6–3, 6–2             | Szánija Mirza Horia Tecău               | Eugenie Bouchard Agnieszka Radwańska                           | Ana Ivanović Flavia Pennetta Simona Halep Viktorija Azaranka                        |
| Január 27.            | Open GDF Suez Párizs, Franciaország WTA Premier $710,000 – Kemény (f) – 28S/32Q/16D                                  | Anasztaszija Pavljucsenkova 3–6, 6–2, 6–3              | Sara Errani                             | Marija Sarapova Alizé Cornet                                   | Kirsten Flipkens Angelique Kerber Elina Szvitolina Andrea Petković                  |
| Január 27.            | Open GDF Suez Párizs, Franciaország WTA Premier $710,000 – Kemény (f) – 28S/32Q/16D                                  | Anna-Lena Grönefeld Květa Peschke 6–7(7), 6–4, [10–5]  | Babos Tímea Kristina Mladenovic         | Marija Sarapova Alizé Cornet                                   | Kirsten Flipkens Angelique Kerber Elina Szvitolina Andrea Petković                  |
| Január 27.            | PTT Pattaya Open Pattaja, Thaiföld WTA International $250,000 – Kemény – 32S/16Q/16D                                 | Jekatyerina Makarova 6–3, 7–6(7)                       | Karolína Plíšková                       | Andrea Hlaváčková Julia Görges                                 | Peng Suaj Date Kimiko Sorana Cîrstea Jelena Vesznyina                               |
| Január 27.            | PTT Pattaya Open Pattaja, Thaiföld WTA International $250,000 – Kemény – 32S/16Q/16D                                 | Peng Suaj Csang Suaj 3–6, 7–6(5), [10–6]               | Alla Kudrjavceva Anastasia Rodionova    | Andrea Hlaváčková Julia Görges                                 | Peng Suaj Date Kimiko Sorana Cîrstea Jelena Vesznyina                               |

### Február
| Kezdés      | Torna | Győztesek                                                                              | Ellenfelek a döntőben                                                                 | Elődöntősök                             | Negyeddöntősök                                                            |
| ----------- | --- | -------------------------------------------------------------------------------------- | ------------------------------------------------------------------------------------- | --------------------------------------- | ------------------------------------------------------------------------- |
| Február 3.  | Fed-kupa negyeddöntők Cleveland, Egyesült Államok – Kemény (f) Sevilla, Spanyolország – Salak Pozsony, Szlovákia – Kemény (f) Hobart, Ausztrália – Kemény | A negyeddöntők nyertesei Olaszország 3–1 Csehország 3–2 Németország 3–1 Ausztrália 4–0 | A negyeddöntők veszteseiAmerikai Egyesült Államok Spanyolország Szlovákia Oroszország |                                         |                                                                           |
| Február 10. | Qatar Total Open Doha, Katar WTA Premier 5 $2,369,000 – Kemény – 56S/32Q/16D                                                                              | Simona Halep 6–2, 6–3                                                                  | Angelique Kerber                                                                      | Jelena Janković Agnieszka Radwańska     | Petra Cetkovská Petra Kvitová Sara Errani Yanina Wickmayer                |
| Február 10. | Qatar Total Open Doha, Katar WTA Premier 5 $2,369,000 – Kemény – 56S/32Q/16D                                                                              | Hszie Su-vej Peng Suaj 6–4, 6–0                                                        | Květa Peschke Katarina Srebotnik                                                      | Jelena Janković Agnieszka Radwańska     | Petra Cetkovská Petra Kvitová Sara Errani Yanina Wickmayer                |
| Február 17. | Dubai Tennis Championships Dubaj, Egyesült Arab Emírségek WTA Premier $2,000,000 – Kemény – 28S/32Q/16D                                                   | Venus Williams 6–3, 6–0                                                                | Alizé Cornet                                                                          | Serena Williams Caroline Wozniacki      | Jelena Janković Carla Suárez Navarro Sorana Cîrstea Flavia Pennetta       |
| Február 17. | Dubai Tennis Championships Dubaj, Egyesült Arab Emírségek WTA Premier $2,000,000 – Kemény – 28S/32Q/16D                                                   | Alla Kudrjavceva Anastasia Rodionova 6–2, 5–7, [10–8]                                  | Raquel Kops-Jones Abigail Spears                                                      | Serena Williams Caroline Wozniacki      | Jelena Janković Carla Suárez Navarro Sorana Cîrstea Flavia Pennetta       |
| Február 17. | Rio Open Rio de Janeiro, Brazília WTA International $250,000 – Salak – 32S/24Q/16D                                                                        | Nara Kurumi 6–1, 4–6, 6–1                                                              | Klára Zakopalová                                                                      | Teliana Pereira Nastassja Burnett       | Katarzyna Piter Irina-Camelia Begu Paula Ormaechea Lourdes Domínguez Lino |
| Február 17. | Rio Open Rio de Janeiro, Brazília WTA International $250,000 – Salak – 32S/24Q/16D                                                                        | Irina-Camelia Begu María Irigoyen 6–2, 6–0                                             | Johanna Larsson Chanelle Scheepers                                                    | Teliana Pereira Nastassja Burnett       | Katarzyna Piter Irina-Camelia Begu Paula Ormaechea Lourdes Domínguez Lino |
| Február 24. | Abierto Mexicano Telcel Acapulco, Mexikó WTA International $250,000 – Kemény – 32S/32Q/16D                                                                | Dominika Cibulková 7–6(3), 4–6, 6–4                                                    | Christina McHale                                                                      | Csang Suaj Caroline Garcia              | Marina Eraković Ajla Tomljanović Kaia Kanepi Eugenie Bouchard             |
| Február 24. | Abierto Mexicano Telcel Acapulco, Mexikó WTA International $250,000 – Kemény – 32S/32Q/16D                                                                | Kristina Mladenovic Galina Voszkobojeva 6–3, 2–6, [10–5]                               | Petra Cetkovská Iveta Melzer                                                          | Csang Suaj Caroline Garcia              | Marina Eraković Ajla Tomljanović Kaia Kanepi Eugenie Bouchard             |
| Február 24. | Brasil Tennis Cup Florianópolis, Brazília WTA International $250,000 – Kemény – 32S/24Q/16D                                                               | Klára Zakopalová 4–6, 7–5, 6–0                                                         | Garbiñe Muguruza                                                                      | Carla Suárez Navarro Jaroszlava Svedova | Monica Niculescu Alexandra Dulgheru Alexandra Cadanțu Alison Van Uytvanck |
| Február 24. | Brasil Tennis Cup Florianópolis, Brazília WTA International $250,000 – Kemény – 32S/24Q/16D                                                               | Anabel Medina Garrigues Jaroszlava Svedova 7–6(1), 2–6, [10–3]                         | Francesca Schiavone Sílvia Soler Espinosa                                             | Carla Suárez Navarro Jaroszlava Svedova | Monica Niculescu Alexandra Dulgheru Alexandra Cadanțu Alison Van Uytvanck |

### Március
| Kezdés                  | Torna                                                                                                   | Győztesek                                                                              | Ellenfelek a döntőben                 | Elődöntősök                        | Negyeddöntősök                                                        |
| ----------------------- | --- | -------------------------------------------------------------------------------------- | ------------------------------------- | ---------------------------------- | --------------------------------------------------------------------- |
| Március 3. Március 10.  | BNP Paribas Open Indian Wells, Egyesült Államok WTA Premier Mandatory $5,946,740 – Kemény – 96S/48Q/32D | Flavia Pennetta 6–2, 6–1                                                               | Agnieszka Radwańska                   | Li Na Simona Halep                 | Dominika Cibulková Sloane Stephens Casey Dellacqua Jelena Janković    |
| Március 3. Március 10.  | BNP Paribas Open Indian Wells, Egyesült Államok WTA Premier Mandatory $5,946,740 – Kemény – 96S/48Q/32D | Hszie Su-vej Peng Suaj 7–6(5), 6–2                                                     | Cara Black Szánija Mirza              | Li Na Simona Halep                 | Dominika Cibulková Sloane Stephens Casey Dellacqua Jelena Janković    |
| Március 17. Március 24. | Miami Masters Miami, Egyesült Államok WTA Premier Mandatory $5,427,105 – Kemény – 96S/48Q/32D           | Serena Williams 7–5, 6–1                                                               | Li Na                                 | Marija Sarapova Dominika Cibulková | Angelique Kerber Petra Kvitová Agnieszka Radwańska Caroline Wozniacki |
| Március 17. Március 24. | Miami Masters Miami, Egyesült Államok WTA Premier Mandatory $5,427,105 – Kemény – 96S/48Q/32D           | Martina Hingis Sabine Lisicki 4–6, 6–4, [10–5]                                         | Jekatyerina Makarova Jelena Vesznyina | Marija Sarapova Dominika Cibulková | Angelique Kerber Petra Kvitová Agnieszka Radwańska Caroline Wozniacki |
| Március 31.             | Family Circle Cup Cup Charleston, Egyesült Államok WTA Premier $710,000 – Salak – 56S/32Q/16D           | Andrea Petković 7–5, 6–2                                                               | Jana Čepelová                         | Belinda Bencic Eugenie Bouchard    | Daniela Hantuchová Sara Errani Lucie Šafářová Jelena Janković         |
| Március 31.             | Family Circle Cup Cup Charleston, Egyesült Államok WTA Premier $710,000 – Salak – 56S/32Q/16D           | Anabel Medina Garrigues Jaroszlava Svedova 7–6(4), 6–2\| Csan Hao-csing Csan Jung-zsan |                                       | Belinda Bencic Eugenie Bouchard    | Daniela Hantuchová Sara Errani Lucie Šafářová Jelena Janković         |
| Március 31.             | Monterrey Open Monterrey, Mexikó WTA International $500,000 – Kemény – 32S/32Q/16D                      | Ana Ivanović 6–2, 6–1                                                                  | Jovana Jakšić                         | Date Kimiko Caroline Wozniacki     | Mónica Puig Julia Boserup Karolína Plíšková Magdaléna Rybáriková      |
| Március 31.             | Monterrey Open Monterrey, Mexikó WTA International $500,000 – Kemény – 32S/32Q/16D                      | Darija Jurak Megan Moulton-Levy 7–6(5), 3–6, [11–9]                                    | Babos Tímea Volha Havarcova           | Date Kimiko Caroline Wozniacki     | Mónica Puig Julia Boserup Karolína Plíšková Magdaléna Rybáriková      |

### Április
| Kezdés      | Torna | Győztesek                                               | Ellenfelek a döntőben                           | Elődöntősök                              | Negyeddöntősök                                                                  |
| ----------- | --- | ------------------------------------------------------- | ----------------------------------------------- | ---------------------------------------- | ------------------------------------------------------------------------------- |
| Április 7.  | BNP Paribas Katowice Open Katowice, Lengyelország WTA International $250,000 – Kemény (f) – 32S/32Q/16D        | Alizé Cornet 7–6(3), 5–7, 7–5                           | Camila Giorgi                                   | Agnieszka Radwańska Carla Suárez Navarro | Yvonne Meusburger Klára Koukalová Magdaléna Rybáriková Sahar Peér               |
| Április 7.  | BNP Paribas Katowice Open Katowice, Lengyelország WTA International $250,000 – Kemény (f) – 32S/32Q/16D        | Julija Bejhelzimer Olha Szavcsuk 6–4, 5–7, [10–7]       | Klára Koukalová Monica Niculescu                | Agnieszka Radwańska Carla Suárez Navarro | Yvonne Meusburger Klára Koukalová Magdaléna Rybáriková Sahar Peér               |
| Április 7.  | Copa Colsanitas Bogotá, Kolumbia WTA International $250,000 – Salak (Red) – 32S/32Q/16D                        | Caroline Garcia 6–3, 6–4                                | Jelena Janković                                 | Chanelle Scheepers Vania King            | Lara Arruabarrena Lourdes Domínguez Lino Romina Oprandi Mariana Duque Mariño    |
| Április 7.  | Copa Colsanitas Bogotá, Kolumbia WTA International $250,000 – Salak (Red) – 32S/32Q/16D                        | Lara Arruabarrena Caroline Garcia 7–6(5), 6–4           | Vania King Chanelle Scheepers                   | Chanelle Scheepers Vania King            | Lara Arruabarrena Lourdes Domínguez Lino Romina Oprandi Mariana Duque Mariño    |
| Április 14. | Fed-kupa világcsoport elődöntők Brisbane, Ausztrália – Kemény Ostrava, Csehország – Kemény (f)                 | Az elődöntők győztesei Csehország 4–0 · Németország 3–1 | Az elődöntők vesztesei Olaszország · Ausztrália |                                          |                                                                                 |
| Április 14. | Malaysian Open Kuala Lumpur, Malajzia WTA International $250,000 – Kemény – 32S/24Q/16D                        | Donna Vekić 5–7, 7–5, 7–6(4)                            | Dominika Cibulková                              | Karolína Plíšková Csang Suaj             | Zarina Diyas Çağla Büyükakçay Patricia Mayr-Achleitner Magda Linette            |
| Április 14. | Malaysian Open Kuala Lumpur, Malajzia WTA International $250,000 – Kemény – 32S/24Q/16D                        | Babos Tímea Csan Hao-csing 6–3, 6–4                     | Csan Jung-zsan Cseng Szaj-szaj                  | Karolína Plíšková Csang Suaj             | Zarina Diyas Çağla Büyükakçay Patricia Mayr-Achleitner Magda Linette            |
| Április 21. | Porsche Tennis Grand Prix Stuttgart, Németország WTA Premier $710,000 – Salak (f) – 28S/32Q/16D                | Marija Sarapova 3–6, 6–4, 6–1                           | Ana Ivanović                                    | Sara Errani Jelena Janković              | Agnieszka Radwańska Carla Suárez Navarro Alisza Klejbanova Szvetlana Kuznyecova |
| Április 21. | Porsche Tennis Grand Prix Stuttgart, Németország WTA Premier $710,000 – Salak (f) – 28S/32Q/16D                | Sara Errani Roberta Vinci 6–2, 6–3                      | Cara Black Szánija Mirza                        | Sara Errani Jelena Janković              | Agnieszka Radwańska Carla Suárez Navarro Alisza Klejbanova Szvetlana Kuznyecova |
| Április 21. | Grand Prix de SAR La Princesse Lalla Meryem Marrákes, Marokkó WTA International $250,000 – Salak – 32S/32Q/16D | María Teresa Torró Flor 6–3, 3–6, 6–3                   | Romina Oprandi                                  | Daniela Hantuchová Garbiñe Muguruza      | Peng Suaj Yvonne Meusburger Polona Hercog Sahar Peér                            |
| Április 21. | Grand Prix de SAR La Princesse Lalla Meryem Marrákes, Marokkó WTA International $250,000 – Salak – 32S/32Q/16D | Garbiñe Muguruza Romina Oprandi 4–6, 6–2, [11–9]        | Katarzyna Piter Marina Zanyevszka               | Daniela Hantuchová Garbiñe Muguruza      | Peng Suaj Yvonne Meusburger Polona Hercog Sahar Peér                            |
| Április 28. | Portugal Open Oeiras, Portugália WTA International $250,000 – Salak – 32S/32Q/16D                              | Carla Suárez Navarro 6–4, 3–6, 6–4                      | Szvetlana Kuznyecova                            | Irina-Camelia Begu Jelena Vesznyina      | Polona Hercog Bacsinszky Tímea Roberta Vinci Eugenie Bouchard                   |
| Április 28. | Portugal Open Oeiras, Portugália WTA International $250,000 – Salak – 32S/32Q/16D                              | Cara Black Szánija Mirza 6–4, 6–3                       | Eva Hrdinová Valeria Solovyeva                  | Irina-Camelia Begu Jelena Vesznyina      | Polona Hercog Bacsinszky Tímea Roberta Vinci Eugenie Bouchard                   |

### Május
| Kezdés                          | Torna | Győztesek                                              | Ellenfelek a döntőben                 | Elődöntősök                       | Negyeddöntősök                                                         |
| ------------------------------- | --- | ------------------------------------------------------ | ------------------------------------- | --------------------------------- | ---------------------------------------------------------------------- |
| Május 5.                        | Mutua Madrid Open Madrid, Spanyolország WTA Premier Mandatory $4,942,700 – Salak – 64S/32Q/28D                    | Marija Sarapova 1–6, 6–2, 6–3                          | Simona Halep                          | Petra Kvitová Agnieszka Radwańska | Serena Williams Ana Ivanović Caroline Garcia Li Na                     |
| Május 5.                        | Mutua Madrid Open Madrid, Spanyolország WTA Premier Mandatory $4,942,700 – Salak – 64S/32Q/28D                    | Sara Errani Roberta Vinci 6–4, 6–3                     | Garbiñe Muguruza Carla Suárez Navarro | Petra Kvitová Agnieszka Radwańska | Serena Williams Ana Ivanović Caroline Garcia Li Na                     |
| Május 12.                       | Internazionali BNL d'Italia Róma, Olaszország WTA Premier 5 $2,369,000 – Salak – 56S/32Q/28D                      | Serena Williams 6–3, 6–0                               | Sara Errani                           | Ana Ivanović Jelena Janković      | Csang Suaj Carla Suárez Navarro Agnieszka Radwańska Li Na              |
| Május 12.                       | Internazionali BNL d'Italia Róma, Olaszország WTA Premier 5 $2,369,000 – Salak – 56S/32Q/28D                      | Květa Peschke Katarina Srebotnik 4–0, feladta          | Sara Errani Roberta Vinci             | Ana Ivanović Jelena Janković      | Csang Suaj Carla Suárez Navarro Agnieszka Radwańska Li Na              |
| Május 19.                       | Nürnberger Versicherungscup Nürnberg, Németország WTA International $250,000 – Salak – 32S/32Q/16D                | Eugenie Bouchard 6–2, 4–6, 6–3                         | Karolína Plíšková                     | Elina Szvitolina Karin Knapp      | Angelique Kerber Mona Barthel Caroline Garcia Jaroszlava Svedova       |
| Május 19.                       | Nürnberger Versicherungscup Nürnberg, Németország WTA International $250,000 – Salak – 32S/32Q/16D                | Michaëlla Krajicek Karolína Plíšková 6–0, 4–6, [10–6]  | Raluca Olaru Sahar Peér               | Elina Szvitolina Karin Knapp      | Angelique Kerber Mona Barthel Caroline Garcia Jaroszlava Svedova       |
| Május 19.                       | Internationaux de Strasbourg Strasbourg, Franciaország WTA International $250,000 – Salak – 32S/32Q/16D           | Mónica Puig 6–4, 6–3                                   | Sílvia Soler Espinosa                 | Madison Keys Christina McHale     | Julia Görges Andrea Petković Zarina Diyas Camila Giorgi                |
| Május 19.                       | Internationaux de Strasbourg Strasbourg, Franciaország WTA International $250,000 – Salak – 32S/32Q/16D           | Ashleigh Barty Casey Dellacqua 4–6, 7–5, [10–4]        | Tatiana Búa Daniela Seguel            | Madison Keys Christina McHale     | Julia Görges Andrea Petković Zarina Diyas Camila Giorgi                |
| (Május 25.) Május 26. Június 2. | Roland Garros Párizs, Franciaország Grand Slam $11,315,740 – Salak 128S/96Q/64D/32X Egyéni – Páros – Vegyes páros | Marija Sarapova 6–4, 6–7(5), 6–4                       | Simona Halep                          | Eugenie Bouchard Andrea Petković  | Garbiñe Muguruza Carla Suárez Navarro Szvetlana Kuznyecova Sara Errani |
| (Május 25.) Május 26. Június 2. | Roland Garros Párizs, Franciaország Grand Slam $11,315,740 – Salak 128S/96Q/64D/32X Egyéni – Páros – Vegyes páros | Hszie Su-vej Peng Suaj 6–4, 6–1                        | Sara Errani Roberta Vinci             | Eugenie Bouchard Andrea Petković  | Garbiñe Muguruza Carla Suárez Navarro Szvetlana Kuznyecova Sara Errani |
| (Május 25.) Május 26. Június 2. | Roland Garros Párizs, Franciaország Grand Slam $11,315,740 – Salak 128S/96Q/64D/32X Egyéni – Páros – Vegyes páros | Anna-Lena Grönefeld Jean-Julien Rojer 4–6, 6–2, [10–7] | Julia Görges Nenad Zimonjić           | Eugenie Bouchard Andrea Petković  | Garbiñe Muguruza Carla Suárez Navarro Szvetlana Kuznyecova Sara Errani |

### Június
| Kezdés                | Torna | Győztesek                                                  | Ellenfelek a döntőben                  | Elődöntősök                          | Negyeddöntősök                                                        |
| --------------------- | --- | ---------------------------------------------------------- | -------------------------------------- | ------------------------------------ | --------------------------------------------------------------------- |
| Június 9.             | AEGON Classic Birmingham, Egyesült Királyság WTA Premier $710,000 – Fű – 56S/32Q/16D                                | Ana Ivanović 6–3, 6–2                                      | Barbora Strýcová                       | Csang Suaj Casey Dellacqua           | Klára Koukalová Sloane Stephens Kirsten Flipkens Date Kimiko          |
| Június 9.             | AEGON Classic Birmingham, Egyesült Királyság WTA Premier $710,000 – Fű – 56S/32Q/16D                                | Raquel Kops-Jones Abigail Spears 7–6(1), 6–1               | Ashleigh Barty Casey Dellacqua         | Csang Suaj Casey Dellacqua           | Klára Koukalová Sloane Stephens Kirsten Flipkens Date Kimiko          |
| Június 16.            | AEGON International Eastbourne, Egyesült Királyság WTA Premier $710,000 – Fű – 32S/32Q/16D                          | Madison Keys 6–3, 3–6, 7–5                                 | Angelique Kerber                       | Caroline Wozniacki Heather Watson    | Jekatyerina Makarova Camila Giorgi Lauren Davis Petra Kvitová         |
| Június 16.            | AEGON International Eastbourne, Egyesült Királyság WTA Premier $710,000 – Fű – 32S/32Q/16D                          | Csan Hao-csing Csan Jung-zsan 6–3, 5–7, [10–7]             | Martina Hingis Flavia Pennetta         | Caroline Wozniacki Heather Watson    | Jekatyerina Makarova Camila Giorgi Lauren Davis Petra Kvitová         |
| Június 16.            | Topshelf Open ’s-Hertogenbosch, Hollandia WTA International $250,000 – Fű – 32S/16Q/16D                             | Coco Vandeweghe 6–2, 6–4                                   | Cseng Csie                             | Magdaléna Rybáriková Klára Koukalová | Annika Beck Elina Szvitolina Garbiñe Muguruza Jaroszlava Svedova      |
| Június 16.            | Topshelf Open ’s-Hertogenbosch, Hollandia WTA International $250,000 – Fű – 32S/16Q/16D                             | Marina Eraković Arantxa Parra Santonja 0–6, 7–6(5), [10–8] | Michaëlla Krajicek Kristina Mladenovic | Magdaléna Rybáriková Klára Koukalová | Annika Beck Elina Szvitolina Garbiñe Muguruza Jaroszlava Svedova      |
| Június 23. Június 30. | Wimbledon London, Egyesült Királyság Grand Slam $11,174,883 – Fű 128S/96Q/64D/16Q/48X Egyéni – Páros – Vegyes páros | Petra Kvitová 6–3, 6–0                                     | Eugenie Bouchard                       | Simona Halep Lucie Šafářová          | Angelique Kerber Sabine Lisicki Jekatyerina Makarova Barbora Strýcová |
| Június 23. Június 30. | Wimbledon London, Egyesült Királyság Grand Slam $11,174,883 – Fű 128S/96Q/64D/16Q/48X Egyéni – Páros – Vegyes páros | Sara Errani Roberta Vinci 6–1, 6–3                         | Babos Tímea Kristina Mladenovic        | Simona Halep Lucie Šafářová          | Angelique Kerber Sabine Lisicki Jekatyerina Makarova Barbora Strýcová |
| Június 23. Június 30. | Wimbledon London, Egyesült Királyság Grand Slam $11,174,883 – Fű 128S/96Q/64D/16Q/48X Egyéni – Páros – Vegyes páros | Samantha Stosur Nenad Zimonjić 6–4, 6–2                    | Csan Hao-csing Makszim Mirni           | Simona Halep Lucie Šafářová          | Angelique Kerber Sabine Lisicki Jekatyerina Makarova Barbora Strýcová |

### Július
| Kezdés     | Torna                                                                                           | Győztesek                                              | Ellenfelek a döntőben                  | Elődöntősök                          | Negyeddöntősök                                                               |
| ---------- | ----------------------------------------------------------------------------------------------- | ------------------------------------------------------ | -------------------------------------- | ------------------------------------ | ---------------------------------------------------------------------------- |
| Július 7.  | BRD Bucharest Open Bukarest, Románia WTA International $250,000 – Salak – 32S/32Q/16D           | Simona Halep 6–1, 6–3                                  | Roberta Vinci                          | Monica Niculescu Kristína Kučová     | Lara Arruabarrena Polona Hercog Danka Kovinić Petra Cetkovská                |
| Július 7.  | BRD Bucharest Open Bukarest, Románia WTA International $250,000 – Salak – 32S/32Q/16D           | Elena Bogdan Alexandra Cadanțu 6–4, 3–6, [10–5]        | Çağla Büyükakçay Karin Knapp           | Monica Niculescu Kristína Kučová     | Lara Arruabarrena Polona Hercog Danka Kovinić Petra Cetkovská                |
| Július 7.  | Gastein Ladies Bad Gastein, Ausztria WTA International $250,000 – Salak – 32S/24Q/16D           | Andrea Petković 6–3, 6–3                               | Shelby Rogers                          | Grace Min Sara Errani                | Karolína Plíšková Stefanie Vögele Camila Giorgi Chanelle Scheepers           |
| Július 7.  | Gastein Ladies Bad Gastein, Ausztria WTA International $250,000 – Salak – 32S/24Q/16D           | Karolína Plíšková Kristýna Plíšková 4–6, 6–3, [10–6]   | Andreja Klepač María Teresa Torró Flor | Grace Min Sara Errani                | Karolína Plíšková Stefanie Vögele Camila Giorgi Chanelle Scheepers           |
| Július 14. | Swedish Open Båstad, Svédország WTA International $250,000 – Salak – 32S/24Q/16D                | Mona Barthel 6–3, 7–6(3)                               | Chanelle Scheepers                     | Jana Čepelová Sílvia Soler Espinosa  | Julija Putyinceva Lara Arruabarrena Kaia Kanepi Alekszandra Panova           |
| Július 14. | Swedish Open Båstad, Svédország WTA International $250,000 – Salak – 32S/24Q/16D                | Andreja Klepač María Teresa Torró Flor 6–1, 6–1        | Jocelyn Rae Anne Smith                 | Jana Čepelová Sílvia Soler Espinosa  | Julija Putyinceva Lara Arruabarrena Kaia Kanepi Alekszandra Panova           |
| Július 14. | Istanbul Cup Isztambul, Törökország WTA International $250,000 – Kemény – 32S/24Q/16D           | Caroline Wozniacki 6–1, 6–1                            | Roberta Vinci                          | Kristina Mladenovic Ana Konjuh       | Karolína Plíšková Francesca Schiavone Elina Szvitolina Nara Kurumi           |
| Július 14. | Istanbul Cup Isztambul, Törökország WTA International $250,000 – Kemény – 32S/24Q/16D           | Doi Miszaki Elina Szvitolina 6–4, 6–0                  | Okszana Kalasnikova Paula Kania        | Kristina Mladenovic Ana Konjuh       | Karolína Plíšková Francesca Schiavone Elina Szvitolina Nara Kurumi           |
| Július 21. | Baku Cup Baku, Azerbajdzsán WTA International $250,000 – Kemény – 32S/24Q/16D                   | Elina Szvitolina 6–1, 7–6(2)                           | Bojana Jovanovski                      | Stefanie Vögele Francesca Schiavone  | Sahar Peér Misa Eguchi Kristina Mladenovic Pauline Parmentier                |
| Július 21. | Baku Cup Baku, Azerbajdzsán WTA International $250,000 – Kemény – 32S/24Q/16D                   | Alekszandra Panova Heather Watson 6–2, 7–6(3)          | Raluca Olaru Sahar Peér                | Stefanie Vögele Francesca Schiavone  | Sahar Peér Misa Eguchi Kristina Mladenovic Pauline Parmentier                |
| Július 28. | Bank of the West Classic Stanford, Egyesült Államok WTA Premier $710,000 – Kemény – 28S/16Q/16D | Serena Williams 7–6(1), 6–3                            | Angelique Kerber                       | Andrea Petković Varvara Lepchenko    | Ana Ivanović Venus Williams Garbiñe Muguruza Sachia Vickery                  |
| Július 28. | Bank of the West Classic Stanford, Egyesült Államok WTA Premier $710,000 – Kemény – 28S/16Q/16D | Garbiñe Muguruza Carla Suárez Navarro 6–2, 4–6, [10–5] | Paula Kania Kateřina Siniaková         | Andrea Petković Varvara Lepchenko    | Ana Ivanović Venus Williams Garbiñe Muguruza Sachia Vickery                  |
| Július 28. | Citi Open Washington, D.C., Egyesült Államok WTA International $250,000 – Kemény – 32S/16Q/16D  | Szvetlana Kuznyecova 6–3, 4–6, 6–4                     | Nara Kurumi                            | Marina Eraković Jekatyerina Makarova | Kristina Mladenovic Bojana Jovanovski Vania King Anasztaszija Pavljucsenkova |
| Július 28. | Citi Open Washington, D.C., Egyesült Államok WTA International $250,000 – Kemény – 32S/16Q/16D  | Aojama Suko Gabriela Dabrowski 6–1, 6–2                | Kuvata Hiroko Nara Kurumi              | Marina Eraković Jekatyerina Makarova | Kristina Mladenovic Bojana Jovanovski Vania King Anasztaszija Pavljucsenkova |

### Augusztus
| Kezdés                      | Torna | Győztesek                                             | Ellenfelek a döntőben                  | Elődöntősök                          | Negyeddöntősök                                                             |
| --------------------------- | --- | ----------------------------------------------------- | -------------------------------------- | ------------------------------------ | -------------------------------------------------------------------------- |
| Augusztus 4.                | Rogers Cup Montréal, Kanada WTA Premier 5 $2,369,000 – Kemény – 56S/48Q/28D                                             | Agnieszka Radwańska 6–4, 6–2                          | Venus Williams                         | Serena Williams Jekatyerina Makarova | Caroline Wozniacki Carla Suárez Navarro Viktorija Azaranka Coco Vandeweghe |
| Augusztus 4.                | Rogers Cup Montréal, Kanada WTA Premier 5 $2,369,000 – Kemény – 56S/48Q/28D                                             | Sara Errani Roberta Vinci 7–6(4), 6–3                 | Cara Black Szánija Mirza               | Serena Williams Jekatyerina Makarova | Caroline Wozniacki Carla Suárez Navarro Viktorija Azaranka Coco Vandeweghe |
| Augusztus 11.               | Western & Southern Open Cincinnati, Egyesült Államok WTA Premier 5 $2,369,000 – Kemény – 56S/48Q/28D                    | Serena Williams 6–4, 6–1                              | Ana Ivanović                           | Caroline Wozniacki Marija Sarapova   | Jelena Janković Agnieszka Radwańska Elina Szvitolina Simona Halep          |
| Augusztus 11.               | Western & Southern Open Cincinnati, Egyesült Államok WTA Premier 5 $2,369,000 – Kemény – 56S/48Q/28D                    | Raquel Kops-Jones Abigail Spears 6–1, 2–0 feladta     | Babos Tímea Kristina Mladenovic        | Caroline Wozniacki Marija Sarapova   | Jelena Janković Agnieszka Radwańska Elina Szvitolina Simona Halep          |
| Augusztus 18.               | Connecticut Open New Haven, Egyesült Államok WTA Premier $710,000 – Kemény – 30S/48Q/16D                                | Petra Kvitová 6–4, 6–2                                | Magdaléna Rybáriková                   | Camila Giorgi Samantha Stosur        | Alison Riske Garbiñe Muguruza Kirsten Flipkens Barbora Strýcová            |
| Augusztus 18.               | Connecticut Open New Haven, Egyesült Államok WTA Premier $710,000 – Kemény – 30S/48Q/16D                                | Andreja Klepač Sílvia Soler Espinosa 7–5, 4–6, [10–7] | Marina Eraković Arantxa Parra Santonja | Camila Giorgi Samantha Stosur        | Alison Riske Garbiñe Muguruza Kirsten Flipkens Barbora Strýcová            |
| Augusztus 25. Szeptember 1. | US Open New York City, Egyesült Államok Grand Slam $11,517,008 – Kemény 128S/128Q/64D/32X Egyéni – Páros – Vegyes páros | Serena Williams 6–3, 6–3                              | Caroline Wozniacki                     | Jekatyerina Makarova Peng Suaj       | Flavia Pennetta Viktorija Azaranka Belinda Bencic Sara Errani              |
| Augusztus 25. Szeptember 1. | US Open New York City, Egyesült Államok Grand Slam $11,517,008 – Kemény 128S/128Q/64D/32X Egyéni – Páros – Vegyes páros | Jekatyerina Makarova Jelena Vesznyina 2–6, 6–3, 6–2   | Martina Hingis Flavia Pennetta         | Jekatyerina Makarova Peng Suaj       | Flavia Pennetta Viktorija Azaranka Belinda Bencic Sara Errani              |
| Augusztus 25. Szeptember 1. | US Open New York City, Egyesült Államok Grand Slam $11,517,008 – Kemény 128S/128Q/64D/32X Egyéni – Páros – Vegyes páros | Szánija Mirza Bruno Soares 6–1, 2–6, [11–9]           | Abigail Spears Santiago González       | Jekatyerina Makarova Peng Suaj       | Flavia Pennetta Viktorija Azaranka Belinda Bencic Sara Errani              |

### Szeptember
| Kezdés         | Torna                                                                                               | Győztesek                                             | Ellenfelek a döntőben                    | Elődöntősök                             | Negyeddöntősök                                                         |
| -------------- | --------------------------------------------------------------------------------------------------- | ----------------------------------------------------- | ---------------------------------------- | --------------------------------------- | ---------------------------------------------------------------------- |
| Szeptember 8.  | Coupe Banque Nationale Québec, Kanada WTA International $250,000 – Szőnyeg (f) – 32S/24Q/16D        | Mirjana Lučić-Baroni 6–4, 6–3                         | Venus Williams                           | Shelby Rogers Julia Görges              | Lucie Hradecká Tatjana Maria Szeszil Karatancseva Andrea Hlaváčková    |
| Szeptember 8.  | Coupe Banque Nationale Québec, Kanada WTA International $250,000 – Szőnyeg (f) – 32S/24Q/16D        | Lucie Hradecká Mirjana Lučić-Baroni 6–3, 7–6(8)       | Julia Görges Andrea Hlaváčková           | Shelby Rogers Julia Görges              | Lucie Hradecká Tatjana Maria Szeszil Karatancseva Andrea Hlaváčková    |
| Szeptember 8.  | Hong Kong Open Hong Kong WTA International $250,000 – Kemény – 32S/32Q/16D                          | Sabine Lisicki 7–5, 6–3                               | Karolína Plíšková                        | Francesca Schiavone Alison Van Uytvanck | Cseng Szaj-szaj Jana Čepelová Cseng Csie Jarmila Gajdošová             |
| Szeptember 8.  | Hong Kong Open Hong Kong WTA International $250,000 – Kemény – 32S/32Q/16D                          | Karolína Plíšková Kristýna Plíšková 6–2, 2–6, [12–10] | Patricia Mayr-Achleitner Arina Rodionova | Francesca Schiavone Alison Van Uytvanck | Cseng Szaj-szaj Jana Čepelová Cseng Csie Jarmila Gajdošová             |
| Szeptember 8.  | Tashkent Open Taskent, Üzbegisztán WTA International $250,000 – Kemény – 32S/16Q/16D                | Karin Knapp 6–2, 7–6(4)                               | Bojana Jovanovski                        | Nigina Abduraimova Leszja Curenko       | Urszula Radwańska Akgul Amanmuradova Volha Havarcova Kszenyija Pervak  |
| Szeptember 8.  | Tashkent Open Taskent, Üzbegisztán WTA International $250,000 – Kemény – 32S/16Q/16D                | Aleksandra Krunić Kateřina Siniaková 6–2, 6–1         | Margarita Gaszparjan Alekszandra Panova  | Nigina Abduraimova Leszja Curenko       | Urszula Radwańska Akgul Amanmuradova Volha Havarcova Kszenyija Pervak  |
| Szeptember 15. | Toray Pan Pacific Open Tokió, Japán WTA Premier $1,000,000 – Kemény – 28S/32Q/16D                   | Ana Ivanović 6–2, 7–6(2)                              | Caroline Wozniacki                       | Angelique Kerber Garbiñe Muguruza       | Dominika Cibulková Lucie Šafářová Casey Dellacqua Carla Suárez Navarro |
| Szeptember 15. | Toray Pan Pacific Open Tokió, Japán WTA Premier $1,000,000 – Kemény – 28S/32Q/16D                   | Cara Black Szánija Mirza 6–2, 7–5                     | Garbiñe Muguruza Carla Suárez Navarro    | Angelique Kerber Garbiñe Muguruza       | Dominika Cibulková Lucie Šafářová Casey Dellacqua Carla Suárez Navarro |
| Szeptember 15. | Kia Korea Open Szöul, Dél-Korea WTA International $500,000 – Kemény – 32S/32Q/16D                   | Karolína Plíšková 6–3, 6–7(7), 6–2                    | Varvara Lepchenko                        | Christina McHale Marija Kirilenko       | Agnieszka Radwańska Magdaléna Rybáriková Kaia Kanepi Nicole Gibbs      |
| Szeptember 15. | Kia Korea Open Szöul, Dél-Korea WTA International $500,000 – Kemény – 32S/32Q/16D                   | Lara Arruabarrena Irina-Camelia Begu 6–3, 6–3         | Mona Barthel Mandy Minella               | Christina McHale Marija Kirilenko       | Agnieszka Radwańska Magdaléna Rybáriková Kaia Kanepi Nicole Gibbs      |
| Szeptember 15. | Guangzhou International Women’s Open Kanton, Kína WTA International $500,000 – Kemény – 32S/24Q/16D | Monica Niculescu 6–4, 6–0                             | Alizé Cornet                             | Vang Ja-fan Bacsinszky Tímea            | Csang Kaj-lin Mónica Puig María Teresa Torró Flor Hszie Su-vej         |
| Szeptember 15. | Guangzhou International Women’s Open Kanton, Kína WTA International $500,000 – Kemény – 32S/24Q/16D | Csuang Csia-jung Liang Csen 2–6, 7–6( 3), [10–7]      | Alizé Cornet Magda Linette               | Vang Ja-fan Bacsinszky Tímea            | Csang Kaj-lin Mónica Puig María Teresa Torró Flor Hszie Su-vej         |
| Szeptember 22. | Wuhan Open Vuhan, Kína WTA Premier 5 $2,440,070 – Kemény – 56S/32Q/28D                              | Petra Kvitová 6–3, 6–4                                | Eugenie Bouchard                         | Caroline Wozniacki Elina Szvitolina     | Alizé Cornet Bacsinszky Tímea Caroline Garcia Angelique Kerber         |
| Szeptember 22. | Wuhan Open Vuhan, Kína WTA Premier 5 $2,440,070 – Kemény – 56S/32Q/28D                              | Martina Hingis Flavia Pennetta 6–4, 5–7, [12–10]      | Cara Black Caroline Garcia               | Caroline Wozniacki Elina Szvitolina     | Alizé Cornet Bacsinszky Tímea Caroline Garcia Angelique Kerber         |
| Szeptember 29. | China Open Peking, Kína WTA Premier Mandatory $5,427,105 – Kemény – 60S/32Q/28D                     | Marija Sarapova 6–4, 2–6, 6–3                         | Petra Kvitová                            | Samantha Stosur Ana Ivanović            | Serena Williams Roberta Vinci Szvetlana Kuznyecova Simona Halep        |
| Szeptember 29. | China Open Peking, Kína WTA Premier Mandatory $5,427,105 – Kemény – 60S/32Q/28D                     | Andrea Hlaváčková Peng Suaj 6–4, 6–4                  | Cara Black Szánija Mirza                 | Samantha Stosur Ana Ivanović            | Serena Williams Roberta Vinci Szvetlana Kuznyecova Simona Halep        |

### Október
| Kezdés      | Torna                                                                                           | Győztesek                                                | Ellenfelek a döntőben                  | Elődöntősök                            | Negyeddöntősök |
| ----------- | ----------------------------------------------------------------------------------------------- | -------------------------------------------------------- | -------------------------------------- | -------------------------------------- | --- |
| Október 6.  | Tianjin Open Tiencsin, Kína WTA International $250,000 – Kemény – 32S/32Q/16D                   | Alison Riske 6–3, 6–4                                    | Belinda Bencic                         | Cseng Szaj-szaj Peng Suaj              | Sorana Cîrstea Varvara Lepchenko Hszie Su-vej Ajla Tomljanović                                                                        |
| Október 6.  | Tianjin Open Tiencsin, Kína WTA International $250,000 – Kemény – 32S/32Q/16D                   | Alla Kudrjavceva Anastasia Rodionova 6–7(6), 6–2, [10–8] | Sorana Cîrstea Andreja Klepač          | Cseng Szaj-szaj Peng Suaj              | Sorana Cîrstea Varvara Lepchenko Hszie Su-vej Ajla Tomljanović                                                                        |
| Október 6.  | HP Japan Women's Open Tennis Oszaka, Japan WTA International $250,000 – Kemény – 32S/32Q/16D    | Samantha Stosur 7–6(7), 6–3                              | Zarina Diyas                           | Elina Szvitolina Luksika Kumkhum       | Julija Putyinceva Lauren Davis Ana Konjuh Madison Keys                                                                                |
| Október 6.  | HP Japan Women's Open Tennis Oszaka, Japan WTA International $250,000 – Kemény – 32S/32Q/16D    | Aojama Suko Renata Voráčová 6–1, 6–2                     | Lara Arruabarrena Tatjana Maria        | Elina Szvitolina Luksika Kumkhum       | Julija Putyinceva Lauren Davis Ana Konjuh Madison Keys                                                                                |
| Október 6.  | Generali Ladies Linz Linz, Ausztria WTA International $250,000 – Kemény (f) – 32S/32Q/16D       | Karolína Plíšková 6–7(4), 6–3, 7–6(4)                    | Camila Giorgi                          | Karin Knapp Anna-Lena Friedsam         | Cvetana Pironkova Marina Eraković Stefanie Vögele Madison Brengle                                                                     |
| Október 6.  | Generali Ladies Linz Linz, Ausztria WTA International $250,000 – Kemény (f) – 32S/32Q/16D       | Raluca Olaru Ana Tatisvili 6–2, 6–1                      | Annika Beck Caroline Garcia            | Karin Knapp Anna-Lena Friedsam         | Cvetana Pironkova Marina Eraković Stefanie Vögele Madison Brengle                                                                     |
| Október 13. | Kreml Kupa Moszkva, Oroszország WTA Premier $710,000 – Kemény (f) – 28S/32Q/16D                 | Anasztaszija Pavljucsenkova 6–4, 5–7, 6–1                | Irina-Camelia Begu                     | Kateřina Siniaková Lucie Šafářová      | Vitalija Gyecsenko Camila Giorgi Szvetlana Kuznyecova Cvetana Pironkova                                                               |
| Október 13. | Kreml Kupa Moszkva, Oroszország WTA Premier $710,000 – Kemény (f) – 28S/32Q/16D                 | Martina Hingis Flavia Pennetta 6–3, 7–5                  | Caroline Garcia Arantxa Parra Santonja | Kateřina Siniaková Lucie Šafářová      | Vitalija Gyecsenko Camila Giorgi Szvetlana Kuznyecova Cvetana Pironkova                                                               |
| Október 13. | BGL Luxembourg Open Luxembourg, Luxemburg WTA International $250,000 – Kemény (f) – 32S/32Q/16D | Annika Beck 6–2, 6–1                                     | Barbora Strýcová                       | Denisa Allertová Mona Barthel          | Patricia Mayr-Achleitner Varvara Lepchenko Johanna Larsson Kiki Bertens                                                               |
| Október 13. | BGL Luxembourg Open Luxembourg, Luxemburg WTA International $250,000 – Kemény (f) – 32S/32Q/16D | Bacsinszky Tímea Kristina Barrois 3–6, 6–4, [10–4]       | Lucie Hradecká Barbora Krejčíková      | Denisa Allertová Mona Barthel          | Patricia Mayr-Achleitner Varvara Lepchenko Johanna Larsson Kiki Bertens                                                               |
| Október 20. | BNP Paribas WTA Finals Szingapúr Évvégi világbajnokság $6,500,000 – Kemény (f) – 8S (RR)/8D     | Serena Williams 6–3, 6–0                                 | Simona Halep                           | Agnieszka Radwańska Caroline Wozniacki | A csoportmérkőzések vesztesei Eugenie Bouchard Ana Ivanović Marija Sarapova Petra Kvitová                                             |
| Október 20. | BNP Paribas WTA Finals Szingapúr Évvégi világbajnokság $6,500,000 – Kemény (f) – 8S (RR)/8D     | Cara Black Szánija Mirza 6–1, 6–0                        | Hszie Su-vej Peng Suaj                 | Agnieszka Radwańska Caroline Wozniacki | A csoportmérkőzések vesztesei Eugenie Bouchard Ana Ivanović Marija Sarapova Petra Kvitová                                             |
| Október 27. | WTA Tournament of Champions Szófia, Bulgária Évvégi bajnokság $750,000 – Kemény (f) – 8S        | Andrea Petković 1–6, 6–4, 6–3                            | Flavia Pennetta                        | Garbiñe Muguruza Carla Suárez Navarro  | A csoportmérkőzések vesztesei Karolína Plíšková Dominika Cibulková Alizé Cornet Cvetana Pironkova Jekatyerina Makarova (visszalépett) |

### November
| Kezdés      | Torna                                         | Győztesek        | Ellenfelek a döntőben | Elődöntősök | Negyeddöntősök |
| ----------- | --------------------------------------------- | ---------------- | --------------------- | ----------- | -------------- |
| November 3. | Fed-kupa döntő Prága, Csehország – Kemény (f) | Csehország · 3–1 | Németország           |             |                |

## Statisztika
Az alábbi táblázat az egyéniben (E), párosban (P) és vegyes párosban (V) elért győzelmek számát mutatja játékosonként, illetve országonként. Az oszlopokban a feltüntetett színekkel vannak elkülönítve egymástól a Grand Slam-tornák, az év végi bajnokságok (WTA Finals és WTA Elite Trophy), a Premier tornák (Premier Mandatory, Premier 5, Premier) és az International tornák.
A játékosok/országok sorrendjét a következők határozzák meg: 1. győzelmek száma (azonos nemzetbeliek által megszerzett páros győzelem csak egyszer számít); 2. torna rangja (a táblázat szerinti sorrendben); 3. versenyszám (egyéni – páros – vegyes páros); 4. ábécésorrend.
| Grand Slam-tornák     |
| WTA Finals            |
| WTA Elite Trophy      |
| WTA Premier Mandatory |
| WTA Premier 5         |
| WTA Premier           |
| WTA International     |

### Győzelmek játékosok szerint
| Össz | Játékos                           | E | P | V | E | P | E | P | E | P | E | P | E | P | E | P | V |
| ---- | --------------------------------- | - | - | - | - | - | - | - | - | - | - | - | - | - | - | - | - |
| 7    | Serena Williams (USA)             | ● |   |   | ● |   | ● |   | ● |   | ● |   |   |   | 7 | 0 | 0 |
| 5    | Sara Errani (ITA)                 |   | ● |   |   |   |   | ● |   | ● |   | ● |   |   | 0 | 5 | 0 |
| 5    | Roberta Vinci (ITA)               |   | ● |   |   |   |   | ● |   | ● |   | ● |   |   | 0 | 5 | 0 |
| 5    | Peng Suaj (CHN)                   |   | ● |   |   |   |   | ● |   | ● |   |   |   | ● | 0 | 5 | 0 |
| 5    | Karolína Plíšková (CZE)           |   |   |   |   |   |   |   |   |   |   |   | ● | ● | 2 | 3 | 0 |
| 4    | Marija Sarapova (RUS)             | ● |   |   |   |   | ● |   |   |   | ● |   |   |   | 4 | 0 | 0 |
| 4    | Szánija Mirza (IND)               |   |   | ● |   | ● |   |   |   |   |   | ● |   | ● | 0 | 3 | 1 |
| 4    | Ana Ivanović (SRB)                |   |   |   |   |   |   |   |   |   | ● |   | ● |   | 4 | 0 | 0 |
| 3    | Petra Kvitová (CZE)               | ● |   |   |   |   |   |   | ● |   | ● |   |   |   | 3 | 0 | 0 |
| 3    | Hszie Su-vej (TPE)                |   | ● |   |   |   |   | ● |   | ● |   |   |   |   | 0 | 3 | 0 |
| 3    | Andrea Petković (GER)             |   |   |   | ● |   |   |   |   |   | ● |   | ● |   | 3 | 0 | 0 |
| 3    | Cara Black (ZIM)                  |   |   |   |   | ● |   |   |   |   |   | ● |   | ● | 0 | 3 | 0 |
| 3    | Flavia Pennetta (ITA)             |   |   |   |   |   | ● |   |   | ● |   | ● |   |   | 1 | 2 | 0 |
| 3    | Martina Hingis (SUI)              |   |   |   |   |   |   | ● |   | ● |   | ● |   |   | 0 | 3 | 0 |
| 3    | Alla Kudrjavceva (RUS)            |   |   |   |   |   |   |   |   |   |   | ● |   | ● | 0 | 3 | 0 |
| 3    | Anastasia Rodionova (AUS)         |   |   |   |   |   |   |   |   |   |   | ● |   | ● | 0 | 3 | 0 |
| 3    | Garbiñe Muguruza (ESP)            |   |   |   |   |   |   |   |   |   |   | ● | ● | ● | 1 | 2 | 0 |
| 3    | Klára Koukalová (CZE)             |   |   |   |   |   |   |   |   |   |   |   | ● | ● | 1 | 2 | 0 |
| 3    | Monica Niculescu (ROU)            |   |   |   |   |   |   |   |   |   |   |   | ● | ● | 1 | 2 | 0 |
| 2    | Li Na (CHN)                       | ● |   |   |   |   |   |   |   |   |   |   | ● |   | 2 | 0 | 0 |
| 2    | Jekatyerina Makarova (RUS)        |   | ● |   |   |   |   |   |   |   |   |   | ● |   | 1 | 1 | 0 |
| 2    | Anna-Lena Grönefeld (GER)         |   |   | ● |   |   |   |   |   |   |   | ● |   |   | 0 | 1 | 1 |
| 2    | Samantha Stosur (AUS)             |   |   | ● |   |   |   |   |   |   |   |   | ● |   | 1 | 0 | 1 |
| 2    | Kristina Mladenovic (FRA)         |   |   | ● |   |   |   |   |   |   |   |   |   | ● | 0 | 1 | 1 |
| 2    | Sabine Lisicki (GER)              |   |   |   |   |   |   | ● |   |   |   |   | ● |   | 1 | 1 | 0 |
| 2    | Simona Halep (ROU)                |   |   |   |   |   |   |   | ● |   |   |   | ● |   | 2 | 0 | 0 |
| 2    | Raquel Kops-Jones (USA)           |   |   |   |   |   |   |   |   | ● |   | ● |   |   | 0 | 2 | 0 |
| 2    | Květa Peschke (CZE)               |   |   |   |   |   |   |   |   | ● |   | ● |   |   | 0 | 2 | 0 |
| 2    | Abigail Spears (USA)              |   |   |   |   |   |   |   |   | ● |   | ● |   |   | 0 | 2 | 0 |
| 2    | Anasztaszija Pavljucsenkova (RUS) |   |   |   |   |   |   |   |   |   | ● |   |   |   | 2 | 0 | 0 |
| 2    | Carla Suárez Navarro (ESP)        |   |   |   |   |   |   |   |   |   |   | ● | ● |   | 1 | 1 | 0 |
| 2    | Babos Tímea (HUN)                 |   |   |   |   |   |   |   |   |   |   | ● |   | ● | 0 | 2 | 0 |
| 2    | Csan Hao-csing (TPE)              |   |   |   |   |   |   |   |   |   |   | ● |   | ● | 0 | 2 | 0 |
| 2    | Andreja Klepač (SLO)              |   |   |   |   |   |   |   |   |   |   | ● |   | ● | 0 | 2 | 0 |
| 2    | Anabel Medina Garrigues (ESP)     |   |   |   |   |   |   |   |   |   |   | ● |   | ● | 0 | 2 | 0 |
| 2    | Yaroslava Shvedova (KAZ)          |   |   |   |   |   |   |   |   |   |   | ● |   | ● | 0 | 2 | 0 |
| 2    | Caroline Garcia (FRA)             |   |   |   |   |   |   |   |   |   |   |   | ● | ● | 1 | 1 | 0 |
| 2    | Mirjana Lučić-Baroni (CRO)        |   |   |   |   |   |   |   |   |   |   |   | ● | ● | 1 | 1 | 0 |
| 2    | María Teresa Torró Flor (ESP)     |   |   |   |   |   |   |   |   |   |   |   | ● | ● | 1 | 1 | 0 |
| 2    | Elina Svitolina (UKR)             |   |   |   |   |   |   |   |   |   |   |   | ● | ● | 1 | 1 | 0 |
| 2    | Aojama Suko (JPN)                 |   |   |   |   |   |   |   |   |   |   |   |   | ● | 0 | 2 | 0 |
| 2    | Lara Arruabarrena (ESP)           |   |   |   |   |   |   |   |   |   |   |   |   | ● | 0 | 2 | 0 |
| 2    | Irina-Camelia Begu (ROU)          |   |   |   |   |   |   |   |   |   |   |   |   | ● | 0 | 2 | 0 |
| 2    | Kristýna Plíšková (CZE)           |   |   |   |   |   |   |   |   |   |   |   |   | ● | 0 | 2 | 0 |
| 1    | Elena Vesnina (RUS)               |   | ● |   |   |   |   |   |   |   |   |   |   |   | 0 | 1 | 0 |
| 1    | Andrea Hlaváčková (CZE)           |   |   |   |   |   |   | ● |   |   |   |   |   |   | 0 | 1 | 0 |
| 1    | Agnieszka Radwańska (POL)         |   |   |   |   |   |   |   | ● |   |   |   |   |   | 1 | 0 | 0 |
| 1    | Katarina Srebotnik (SLO)          |   |   |   |   |   |   |   |   | ● |   |   |   |   | 0 | 1 | 0 |
| 1    | Madison Keys (USA)                |   |   |   |   |   |   |   |   |   | ● |   |   |   | 1 | 0 | 0 |
| 1    | Cvetana Pironkova (BUL)           |   |   |   |   |   |   |   |   |   | ● |   |   |   | 1 | 0 | 0 |
| 1    | Venus Williams (USA)              |   |   |   |   |   |   |   |   |   | ● |   |   |   | 1 | 0 | 0 |
| 1    | Csan Jung-zsan (TPE)              |   |   |   |   |   |   |   |   |   |   | ● |   |   | 0 | 1 | 0 |
| 1    | Lucie Šafářová (CZE)              |   |   |   |   |   |   |   |   |   |   | ● |   |   | 0 | 1 | 0 |
| 1    | Sílvia Soler Espinosa (ESP)       |   |   |   |   |   |   |   |   |   |   | ● |   |   | 0 | 1 | 0 |
| 1    | Annika Beck (GER)                 |   |   |   |   |   |   |   |   |   |   |   | ● |   | 1 | 0 | 0 |
| 1    | Eugenie Bouchard (CAN)            |   |   |   |   |   |   |   |   |   |   |   | ● |   | 1 | 0 | 0 |
| 1    | Mona Barthel (GER)                |   |   |   |   |   |   |   |   |   |   |   | ● |   | 1 | 0 | 0 |
| 1    | Dominika Cibulková (SVK)          |   |   |   |   |   |   |   |   |   |   |   | ● |   | 1 | 0 | 0 |
| 1    | Alizé Cornet (FRA)                |   |   |   |   |   |   |   |   |   |   |   | ● |   | 1 | 0 | 0 |
| 1    | Karin Knapp (ITA)                 |   |   |   |   |   |   |   |   |   |   |   | ● |   | 1 | 0 | 0 |
| 1    | Szvetlana Kuznyecova (RUS)        |   |   |   |   |   |   |   |   |   |   |   | ● |   | 1 | 0 | 0 |
| 1    | Kurumi Nara (JPN)                 |   |   |   |   |   |   |   |   |   |   |   | ● |   | 1 | 0 | 0 |
| 1    | Mónica Puig (PUR)                 |   |   |   |   |   |   |   |   |   |   |   | ● |   | 1 | 0 | 0 |
| 1    | Alison Riske (USA)                |   |   |   |   |   |   |   |   |   |   |   | ● |   | 1 | 0 | 0 |
| 1    | Coco Vandeweghe (USA)             |   |   |   |   |   |   |   |   |   |   |   | ● |   | 1 | 0 | 0 |
| 1    | Donna Vekić (CRO)                 |   |   |   |   |   |   |   |   |   |   |   | ● |   | 1 | 0 | 0 |
| 1    | Caroline Wozniacki (DEN)          |   |   |   |   |   |   |   |   |   |   |   | ● |   | 1 | 0 | 0 |
| 1    | Bacsinszky Tímea (SUI)            |   |   |   |   |   |   |   |   |   |   |   |   | ● | 0 | 1 | 0 |
| 1    | Kristina Barrois (GER)            |   |   |   |   |   |   |   |   |   |   |   |   | ● | 0 | 1 | 0 |
| 1    | Ashleigh Barty (AUS)              |   |   |   |   |   |   |   |   |   |   |   |   | ● | 0 | 1 | 0 |
| 1    | Julija Bejhelzimer (UKR)          |   |   |   |   |   |   |   |   |   |   |   |   | ● | 0 | 1 | 0 |
| 1    | Elena Bogdan (ROU)                |   |   |   |   |   |   |   |   |   |   |   |   | ● | 0 | 1 | 0 |
| 1    | Alexandra Cadanțu (ROU)           |   |   |   |   |   |   |   |   |   |   |   |   | ● | 0 | 1 | 0 |
| 1    | Csan Hao-csing (TPE)              |   |   |   |   |   |   |   |   |   |   |   |   | ● | 0 | 1 | 0 |
| 1    | Csuang Csia-jung (TPE)            |   |   |   |   |   |   |   |   |   |   |   |   | ● | 0 | 1 | 0 |
| 1    | Gabriela Dabrowski (CAN)          |   |   |   |   |   |   |   |   |   |   |   |   | ● | 0 | 1 | 0 |
| 1    | Casey Dellacqua (AUS)             |   |   |   |   |   |   |   |   |   |   |   |   | ● | 0 | 1 | 0 |
| 1    | Misaki Doi (JPN)                  |   |   |   |   |   |   |   |   |   |   |   |   | ● | 0 | 1 | 0 |
| 1    | Marina Eraković (NZL)             |   |   |   |   |   |   |   |   |   |   |   |   | ● | 0 | 1 | 0 |
| 1    | Sharon Fichman (CAN)              |   |   |   |   |   |   |   |   |   |   |   |   | ● | 0 | 1 | 0 |
| 1    | Lucie Hradecká (CZE)              |   |   |   |   |   |   |   |   |   |   |   |   | ● | 0 | 1 | 0 |
| 1    | María Irigoyen (ARG)              |   |   |   |   |   |   |   |   |   |   |   |   | ● | 0 | 1 | 0 |
| 1    | Darija Jurak (CRO)                |   |   |   |   |   |   |   |   |   |   |   |   | ● | 0 | 1 | 0 |
| 1    | Michaëlla Krajicek (NED)          |   |   |   |   |   |   |   |   |   |   |   |   | ● | 0 | 1 | 0 |
| 1    | Aleksandra Krunić (SRB)           |   |   |   |   |   |   |   |   |   |   |   |   | ● | 0 | 1 | 0 |
| 1    | Megan Moulton-Levy (USA)          |   |   |   |   |   |   |   |   |   |   |   |   | ● | 0 | 1 | 0 |
| 1    | Liang Csen (CHN)                  |   |   |   |   |   |   |   |   |   |   |   |   | ● | 0 | 1 | 0 |
| 1    | Raluca Olaru (ROU)                |   |   |   |   |   |   |   |   |   |   |   |   | ● | 0 | 1 | 0 |
| 1    | Romina Oprandi (SUI)              |   |   |   |   |   |   |   |   |   |   |   |   | ● | 0 | 1 | 0 |
| 1    | Arantxa Parra Santonja (ESP)      |   |   |   |   |   |   |   |   |   |   |   |   | ● | 0 | 1 | 0 |
| 1    | Olha Szavcsuk (UKR)               |   |   |   |   |   |   |   |   |   |   |   |   | ● | 0 | 1 | 0 |
| 1    | Maria Sanchez (USA)               |   |   |   |   |   |   |   |   |   |   |   |   | ● | 0 | 1 | 0 |
| 1    | Alekszandra Panova (RUS)          |   |   |   |   |   |   |   |   |   |   |   |   | ● | 0 | 1 | 0 |
| 1    | Kateřina Siniaková (CZE)          |   |   |   |   |   |   |   |   |   |   |   |   | ● | 0 | 1 | 0 |
| 1    | Ana Tatisvili (USA)               |   |   |   |   |   |   |   |   |   |   |   |   | ● | 0 | 1 | 0 |
| 1    | Renata Voráčová (CZE)             |   |   |   |   |   |   |   |   |   |   |   |   | ● | 0 | 1 | 0 |
| 1    | Galina Voszkobojeva (KAZ)         |   |   |   |   |   |   |   |   |   |   |   |   | ● | 0 | 1 | 0 |
| 1    | Heather Watson (GBR)              |   |   |   |   |   |   |   |   |   |   |   |   | ● | 0 | 1 | 0 |
| 1    | Csang Suaj (CHN)                  |   |   |   |   |   |   |   |   |   |   |   |   | ● | 0 | 1 | 0 |

### Győzelmek országonként
| Össz | Ország                    | E | P | V | E | P | E | P | E | P | E | P | E | P | E  | P  | V |
| ---- | ------------------------- | - | - | - | - | - | - | - | - | - | - | - | - | - | -- | -- | - |
| 19   | Csehország                | 1 |   |   |   |   |   | 1 | 2 | 1 | 1 | 2 | 3 | 8 | 7  | 12 | 0 |
| 16   | Amerikai Egyesült Államok | 1 |   |   | 1 |   | 1 |   | 1 | 1 | 4 | 1 | 2 | 3 | 11 | 5  | 0 |
| 13   | Oroszország               | 1 | 1 |   |   |   | 2 |   |   |   | 3 | 2 | 2 | 2 | 8  | 5  | 0 |
| 12   | Spanyolország             |   |   |   |   |   |   |   |   |   |   | 3 | 3 | 6 | 3  | 9  | 0 |
| 10   | Németország               |   |   | 1 | 1 |   |   | 1 |   |   | 1 | 1 | 4 | 1 | 6  | 3  | 1 |
| 9    | Olaszország               |   | 2 |   |   |   | 1 | 1 |   | 2 |   | 2 | 1 |   | 2  | 7  | 0 |
| 9    | Románia                   |   |   |   |   |   |   |   | 1 |   |   |   | 2 | 6 | 3  | 6  | 0 |
| 8    | Kína                      | 1 | 1 |   |   |   |   | 2 |   | 1 |   |   | 1 | 2 | 2  | 6  | 0 |
| 6    | Tajvan                    |   | 1 |   |   |   |   | 1 |   | 1 |   | 1 |   | 2 | 0  | 6  | 0 |
| 6    | Franciaország             |   |   | 1 |   |   |   |   |   |   |   |   | 2 | 3 | 2  | 3  | 1 |
| 5    | Ausztrália                |   |   | 1 |   |   |   |   |   |   |   | 2 |   | 2 | 0  | 4  | 1 |
| 5    | Svájc                     |   |   |   |   |   |   | 1 |   | 1 |   | 1 |   | 2 | 0  | 5  | 0 |
| 5    | Szerbia                   |   |   |   |   |   |   |   |   |   | 2 |   | 2 | 1 | 4  | 1  | 0 |
| 4    | India                     |   |   | 1 |   | 1 |   |   |   |   |   | 1 |   | 1 | 0  | 3  | 1 |
| 4    | Horvátország              |   |   |   |   |   |   |   |   |   |   |   | 2 | 2 | 2  | 2  | 0 |
| 4    | Japán                     |   |   |   |   |   |   |   |   |   |   |   | 1 | 3 | 1  | 3  | 0 |
| 3    | Zimbabwe                  |   |   |   |   | 1 |   |   |   |   |   | 1 |   | 1 | 0  | 3  | 0 |
| 3    | Szlovénia                 |   |   |   |   |   |   |   |   | 1 |   | 1 |   | 1 | 0  | 3  | 0 |
| 3    | Kazahsztán                |   |   |   |   |   |   |   |   |   |   | 1 |   | 2 | 0  | 3  | 0 |
| 3    | Kanada                    |   |   |   |   |   |   |   |   |   |   |   | 1 | 2 | 1  | 2  | 0 |
| 3    | Ukrajna                   |   |   |   |   |   |   |   |   |   |   |   | 1 | 2 | 1  | 2  | 0 |
| 2    | Magyarország              |   |   |   |   |   |   |   |   |   |   | 1 |   | 1 | 0  | 2  | 0 |
| 1    | Lengyelország             |   |   |   |   |   |   |   | 1 |   |   |   |   |   | 1  | 0  | 0 |
| 1    | Bulgária                  |   |   |   |   |   |   |   |   |   | 1 |   |   |   | 1  | 0  | 0 |
| 1    | Dánia                     |   |   |   |   |   |   |   |   |   |   |   | 1 |   | 1  | 0  | 0 |
| 1    | Puerto Rico               |   |   |   |   |   |   |   |   |   |   |   | 1 |   | 1  | 0  | 0 |
| 1    | Szlovákia                 |   |   |   |   |   |   |   |   |   |   |   | 1 |   | 1  | 0  | 0 |
| 1    | Argentína                 |   |   |   |   |   |   |   |   |   |   |   |   | 1 | 0  | 1  | 0 |
| 1    | Egyesült Királyság        |   |   |   |   |   |   |   |   |   |   |   |   | 1 | 0  | 1  | 0 |
| 1    | Hollandia                 |   |   |   |   |   |   |   |   |   |   |   |   | 1 | 0  | 1  | 0 |
| 1    | Új-Zéland                 |   |   |   |   |   |   |   |   |   |   |   |   | 1 | 0  | 1  | 0 |

### Első címszerzők
Az alábbi játékosok első tornagyőzelműket szerezték egyéniben, párosban vagy vegyes párosban.
| Egyéni |
| --- |
| - Cvetana Pironkova – Sydney (Apia International Sydney) - Garbiñe Muguruza – Hobart (Moorilla Hobart International) - Kurumi Nara – Rio de Janeiro (Rio Open) - Caroline Garcia – Bogotá (Copa Colsanitas) - Donna Vekić – Kuala Lumpur (Malaysian Open) - María Teresa Torró Flor – Marrakesh (Grand Prix de SAR La Princesse Lalla Meryem) - Carla Suárez Navarro – Oeiras (Estoril Open) - Eugenie Bouchard – Nuremberg (Nuremberg Cup) - Mónica Puig – Strasbourg (Internationaux de Strasbourg) - Coco Vandeweghe - s'Hertogenbosch (UNICEF Open) - Madison Keys - Eastbourne (AEGON International) - Karin Knapp – Tashkent (Tashkent Open) - Alison Riske – Tianjin (Tianjin Open) - Annika Beck – Luxembourg City (BGL Luxembourg Open) |

| Páros |
| --- |
| - Sharon Fichman – Auckland (ASB Classic) - Maria Sanchez – Auckland (ASB Classic) - María Irigoyen – Rio de Janeiro (Rio Open) - Darija Jurak – Monterrey (Monterrey Open) - Megan Moulton-Levy – Monterrey (Monterrey Open) - Caroline Garcia – Bogotá (Copa Colsanitas) - Romina Oprandi – Marrakesh (Grand Prix de SAR La Princesse Lalla Meryem) - Elena Bogdan – Bucharest (BRD Bucharest Open) - Alexandra Cadanțu – Bucharest (BRD Bucharest Open) - Elina Szvitolina – Istanbul (Istanbul Cup) - Doi Miszaki – Isztambul (Istanbul Cup) - Gabriela Dabrowski – Washington (Citi Open) - Carla Suárez Navarro – Stanford (Bank of the West Classic) - Sílvia Soler Espinosa – New Haven (New Haven Open) - Aleksandra Krunić – Tashkent (Tashkent Open) - Kateřina Siniaková – Tashkent (Tashkent Open) - Liang Csen – Guangzhou (Guangzhou International Women’s Open) - Ana Tatisvili – Linz (Generali Ladies Linz) - Kristina Barrois – Luxembourg City (BGL Luxembourg Open) |

### Első címvédők
Az alábbi versenyzők megvédték előző évben szerzett címüket egyéniben, párosban vagy vegyes párosban.
| Egyéni |
| --- |
| - Li Na – Shenzhen (Shenzhen Open) - Serena Williams – Brisbane (Brisbane International), Miami (Miami Masters), Rome (Internazionali BNL d'Italia), US Open (2014-es US Open), WTA Finals (WTA Finals) - Marija Sarapova – Stuttgart (Porsche Tennis Grand Prix) - Elina Szvitolina – Baku (Baku Cup) - Samantha Stosur – Osaka (HP Open) |

| Páros |
| --- |
| - Sara Errani – Australian Open (2014-es Australian Open) - Roberta Vinci – Australian Open (2014-es Australian Open) - Anabel Medina Garrigues – Florianópolis (WTA Brasil Open) - Jaroszlava Svedova – Florianópolis (WTA Brasil Open) - Aojama Suko – Washington (Citi Open) - Cara Black – Tokyo (Toray Pan Pacific Open) - Szánija Mirza – Tokyo (Toray Pan Pacific Open) |

### Top 10 belépők
Az alábbi versenyzők pályafutásuk során először kerültek a világranglista első 10 helyezettje közé.
| Egyéni |
| --- |
| - Simona Halep (10. helyre január 27-én) - Dominika Cibulková (10. helyre március 31-én) - Eugenie Bouchard (7. helyre július 7-én) |

## WTA ranglista
A WTA női egyéni világranglista első 20 helyezettje. Az arany háttérrel ellátott játékosok kerültek az évvégi világbajnokság résztvevői közé.

### Egyéni
| WTA világranglista 2014. október 20-án | WTA világranglista 2014. október 20-án | WTA világranglista 2014. október 20-án | WTA világranglista 2014. október 20-án | WTA világranglista 2014. október 20-án |
| #                                      | Játékos                                | Pont                                   | Torna                                  |                                        |
| -------------------------------------- | -------------------------------------- | -------------------------------------- | -------------------------------------- | -------------------------------------- |
| 1                                      | Serena Williams (USA)                  | 7146                                   | 18                                     |                                        |
| 2                                      | Marija Sarapova (RUS)                  | 6680                                   | 16                                     |                                        |
| 3                                      | Petra Kvitová (CZE)                    | 5597                                   | 19                                     |                                        |
| 4                                      | Simona Halep (ROU)                     | 5403                                   | 20                                     |                                        |
| 5                                      | Eugenie Bouchard (CAN)                 | 4523                                   | 23                                     |                                        |
| 6                                      | Agnieszka Radwańska (POL)              | 4441                                   | 21                                     |                                        |
| 7                                      | Ana Ivanović (SRB)                     | 4390                                   | 22                                     |                                        |
| 8                                      | Caroline Wozniacki (DEN)               | 4045                                   | 20                                     |                                        |
| 9                                      | Angelique Kerber (GER)                 | 3480                                   | 22                                     |                                        |
| 10                                     | Dominika Cibulková (SVK)               | 3052                                   | 24                                     |                                        |
| 11                                     | Jekatyerina Makarova (RUS)             | 2970                                   | 21                                     |                                        |
| 12                                     | Flavia Pennetta (ITA)                  | 2861                                   | 20                                     |                                        |
| 13                                     | Andrea Petković (GER)                  | 2675                                   | 22                                     |                                        |
| 14                                     | Sara Errani (ITA)                      | 2642                                   | 19                                     |                                        |
| 15                                     | Jelena Janković (SRB)                  | 2615                                   | 24                                     |                                        |
| 16                                     | Lucie Šafářová (CZE)                   | 2495                                   | 24                                     |                                        |
| 17                                     | Venus Williams (USA)                   | 2370                                   | 24                                     |                                        |
| 18                                     | Carla Suárez Navarro (ESP)             | 2270                                   | 18                                     |                                        |
| 19                                     | Alizé Cornet (FRA)                     | 2200                                   | 23                                     |                                        |
| 20                                     | Garbiñe Muguruza (ESP)                 | 2005                                   | 24                                     |                                        |

| Bajnok |

| 1  | Serena Williams (USA)      | 8,485 | 18 | 1  | 1  | 1  | Állandó |
| 2  | Marija Sarapova (RUS)      | 7,050 | 16 | 4  | 2  | 9  | 2       |
| 3  | Simona Halep (ROU)         | 6,292 | 20 | 11 | 2  | 11 | 8       |
| 4  | Petra Kvitová (CZE)        | 5,966 | 19 | 6  | 3  | 9  | 2       |
| 5  | Ana Ivanović (SRB)         | 4,820 | 22 | 16 | 5  | 14 | 11      |
| 6  | Agnieszka Radwańska (POL)  | 4,810 | 21 | 5  | 3  | 7  | 1       |
| 7  | Eugenie Bouchard (CAN)     | 4,715 | 23 | 32 | 5  | 32 | 25      |
| 8  | Caroline Wozniacki (DEN)   | 4,625 | 20 | 10 | 7  | 18 | 2       |
| 9  | Li Na (CHN)                | 3,970 | 14 | 3  | 2  | 9  | 6       |
| 10 | Angelique Kerber (GER)     | 3,480 | 22 | 9  | 6  | 10 | 1       |
| 11 | Dominika Cibulková (SVK)   | 3,052 | 24 | 23 | 10 | 24 | 12      |
| 12 | Jekatyerina Makarova (RUS) | 2,920 | 20 | 24 | 11 | 28 | 12      |
| 13 | Flavia Pennetta (ITA)      | 2,861 | 20 | 31 | 11 | 31 | 18      |
| 14 | Andrea Petković (GER)      | 2,780 | 25 | 39 | 14 | 40 | 25      |
| 15 | Sara Errani (ITA)          | 2,775 | 23 | 7  | 7  | 15 | 8       |
| 16 | Jelena Janković (SRB)      | 2,675 | 22 | 8  | 6  | 16 | 8       |
| 17 | Lucie Šafářová (CZE)       | 2,615 | 24 | 29 | 14 | 29 | 12      |
| 18 | Carla Suárez Navarro (ESP) | 2,410 | 25 | 17 | 14 | 19 | 1       |
| 19 | Venus Williams (USA)       | 2,270 | 18 | 49 | 18 | 49 | 30      |
| 20 | Alizé Cornet (FRA)         | 2,255 | 24 | 27 | 20 | 27 | 7       |

| WTA világranglista 2014. október 20-án | WTA világranglista 2014. október 20-án | WTA világranglista 2014. október 20-án | WTA világranglista 2014. október 20-án | WTA világranglista 2014. október 20-án |
| #                                      | Játékos                                | Pont                                   | Torna                                  |                                        |
| -------------------------------------- | -------------------------------------- | -------------------------------------- | -------------------------------------- | -------------------------------------- |
| 1                                      | Serena Williams (USA)                  | 7146                                   | 18                                     |                                        |
| 2                                      | Marija Sarapova (RUS)                  | 6680                                   | 16                                     |                                        |
| 3                                      | Petra Kvitová (CZE)                    | 5597                                   | 19                                     |                                        |
| 4                                      | Simona Halep (ROU)                     | 5403                                   | 20                                     |                                        |
| 5                                      | Eugenie Bouchard (CAN)                 | 4523                                   | 23                                     |                                        |
| 6                                      | Agnieszka Radwańska (POL)              | 4441                                   | 21                                     |                                        |
| 7                                      | Ana Ivanović (SRB)                     | 4390                                   | 22                                     |                                        |
| 8                                      | Caroline Wozniacki (DEN)               | 4045                                   | 20                                     |                                        |
| 9                                      | Angelique Kerber (GER)                 | 3480                                   | 22                                     |                                        |
| 10                                     | Dominika Cibulková (SVK)               | 3052                                   | 24                                     |                                        |
| 11                                     | Jekatyerina Makarova (RUS)             | 2970                                   | 21                                     |                                        |
| 12                                     | Flavia Pennetta (ITA)                  | 2861                                   | 20                                     |                                        |
| 13                                     | Andrea Petković (GER)                  | 2675                                   | 22                                     |                                        |
| 14                                     | Sara Errani (ITA)                      | 2642                                   | 19                                     |                                        |
| 15                                     | Jelena Janković (SRB)                  | 2615                                   | 24                                     |                                        |
| 16                                     | Lucie Šafářová (CZE)                   | 2495                                   | 24                                     |                                        |
| 17                                     | Venus Williams (USA)                   | 2370                                   | 24                                     |                                        |
| 18                                     | Carla Suárez Navarro (ESP)             | 2270                                   | 18                                     |                                        |
| 19                                     | Alizé Cornet (FRA)                     | 2200                                   | 23                                     |                                        |
| 20                                     | Garbiñe Muguruza (ESP)                 | 2005                                   | 24                                     |                                        |

| Bajnok |

| 1  | Serena Williams (USA)      | 8,485 | 18 | 1  | 1  | 1  | Állandó |
| 2  | Marija Sarapova (RUS)      | 7,050 | 16 | 4  | 2  | 9  | 2       |
| 3  | Simona Halep (ROU)         | 6,292 | 20 | 11 | 2  | 11 | 8       |
| 4  | Petra Kvitová (CZE)        | 5,966 | 19 | 6  | 3  | 9  | 2       |
| 5  | Ana Ivanović (SRB)         | 4,820 | 22 | 16 | 5  | 14 | 11      |
| 6  | Agnieszka Radwańska (POL)  | 4,810 | 21 | 5  | 3  | 7  | 1       |
| 7  | Eugenie Bouchard (CAN)     | 4,715 | 23 | 32 | 5  | 32 | 25      |
| 8  | Caroline Wozniacki (DEN)   | 4,625 | 20 | 10 | 7  | 18 | 2       |
| 9  | Li Na (CHN)                | 3,970 | 14 | 3  | 2  | 9  | 6       |
| 10 | Angelique Kerber (GER)     | 3,480 | 22 | 9  | 6  | 10 | 1       |
| 11 | Dominika Cibulková (SVK)   | 3,052 | 24 | 23 | 10 | 24 | 12      |
| 12 | Jekatyerina Makarova (RUS) | 2,920 | 20 | 24 | 11 | 28 | 12      |
| 13 | Flavia Pennetta (ITA)      | 2,861 | 20 | 31 | 11 | 31 | 18      |
| 14 | Andrea Petković (GER)      | 2,780 | 25 | 39 | 14 | 40 | 25      |
| 15 | Sara Errani (ITA)          | 2,775 | 23 | 7  | 7  | 15 | 8       |
| 16 | Jelena Janković (SRB)      | 2,675 | 22 | 8  | 6  | 16 | 8       |
| 17 | Lucie Šafářová (CZE)       | 2,615 | 24 | 29 | 14 | 29 | 12      |
| 18 | Carla Suárez Navarro (ESP) | 2,410 | 25 | 17 | 14 | 19 | 1       |
| 19 | Venus Williams (USA)       | 2,270 | 18 | 49 | 18 | 49 | 30      |
| 20 | Alizé Cornet (FRA)         | 2,255 | 24 | 27 | 20 | 27 | 7       |

## Pénzdíjazás szerinti ranglista
| #                                                        | Játékos                   | Egyéni    | Páros     | Vegyes | Bónusz  | Összdíjazás |
| -------------------------------------------------------- | ------------------------- | --------- | --------- | ------ | ------- | ----------- |
| 1                                                        | Serena Williams (USA)     | 8 823 749 | 43 549    | 0      | 450 000 | 9 317 298   |
| 2                                                        | Marija Sarapova (RUS)     | 5 439 357 | 0         | 0      | 400 000 | 5 839 357   |
| 3                                                        | Petra Kvitová (CZE)       | 4 845 342 | 7894      | 0      | 350 000 | 5 203 236   |
| 4                                                        | Simona Halep (ROU)        | 4 506 687 | 13 076    | 0      | 0       | 4 519 763   |
| 5                                                        | Li Na (CHN)               | 3 409 885 | 0         | 0      | 0       | 3 409 885   |
| 6                                                        | Caroline Wozniacki (DEN)  | 3 172 350 | 0         | 0      | 200 000 | 3 372 350   |
| 7                                                        | Eugenie Bouchard (CAN)    | 3 196 832 | 24 097    | 0      | 0       | 3 220 929   |
| 8                                                        | Agnieszka Radwańska (POL) | 2 745 411 | 0         | 0      | 450 000 | 3 195 411   |
| 9                                                        | Sara Errani (ITA)         | 1 363 388 | 1 001 168 | 0      | 225 000 | 2 589 556   |
| 10                                                       | Flavia Pennetta (ITA)     | 2 083 590 | 314 655   | 0      | 0       | 2 398 245   |
| az összegek amerikai dollárban 2014. november 3-án [ 7 ] |                           |           |           |        |         |             |

## Visszavonulók
Az alábbiakban a 2014-es szezonban visszavonult vagy inaktívvá vált (52 hete nem vett részt WTA-tornán), a világranglistán egyéniben vagy párosban a legjobb százban található játékosok nevei s pályafutásuk rövid összefoglalója olvasható:
| Visszavonult versenyzők |
| --- |
| - Arn Gréta (született 1979. április 13-án Budapesten, Magyarország), 1997-től volt hivatásos játékos. Legjobb egyéni világranglista-helyezése a 40. volt 2011-ben. Pályafutása során két egyéni WTA-tornagyőzelmet aratott. A Grand Slam-tornákon kétszer jutott a harmadik körbe, először a 2012-es Australian Openen, majd ugyanebben az évben a US Openen. Aktív tagja volt a magyar Fed-kupa csapatnak, amelyben 13 alkalommal játszott 2008−2013 között. 2014. januárban jelentette be visszavonulását 34 éves korában. - Kristina Barrois (1981. szeptember 30. Ottweiler, Németország), 2005-től volt hivatásos játékos. Legjobb egyéni világranglista-helyezése az 57. volt 2011-ben, párosban az 55. 2012-ben. Pályafutása során egy WTA tornagyőzelmet aratott párosban, 2014-ben Luxemburgban. - Sarah Borwell (1979. augusztus 20. Middlesbrough, Nagy-Britannia), 2002-től volt hivatásos játékos. Legjobb egyéni világranglista-helyezése a 199. volt 2006-ban, párosban a 65. 2010-ben. 34 éves korában vonult vissza. - Mallory Burdette (1991. január 28. Macon, Egyesült Államok), 2012-től volt hivatásos játékos. Legjobb egyéni világranglista-helyezése a 68. volt 2012-ben. A 2012-es US Openen a harmadik körig jutott. 2014. októberben, 23 éves korában inaktívvá vált, mivel sérülése miatt 52 hete nem játszott versenyen. - Catalina Castaño (1979. július 7. Pereira, Kolumbia), 1998-tól volt hivatásos játékos. Legjobb egyéni világranglista-helyezése a 35. volt 2006-ban, párosban a 71. 2013-ban. Pályafutása során két páros WTA tornagyőzelmet ért el. 35 éves korában jelentette be visszavonulását. - Stéphanie Dubois (1986. október 31. Laval, Kanada), 2004-től volt hivatásos játékos. Legjobb egyéni világranglista-helyezése a 87. volt 2012-ben, párosban a 102. 2008-ban. 35 éves korában jelentette be visszavonulását. - Christina Fusano (1980. november 27. Sacramento (Kalifornia), Egyesült Államok), 2003-tól volt hivatásos játékos. Legjobb egyéni világranglista-helyezése a 417. volt 2005-ben, párosban a 84. 2008-ban. 33 éves korában jelentette be visszavonulását. - Angela Haynes (1984. szeptember 27. Bellflower,Kalifornia, Egyesült Államok), 2002-től volt hivatásos játékos. Legjobb egyéni világranglista-helyezése a 95. volt 2005-ben, párosban a 86. 2008-ban. 29 éves korában jelentette be visszavonulását. - Mervana Jugić-Salkić (1980. május 14. Zenica, Bosznia-Hercegovina), 1999-től volt hivatásos játékos. Legjobb egyéni világranglista-helyezése a 99. volt 2004-ben, párosban az 59. 2006-ban. Pályafutása során két páros WTA tornagyőzelmet ért el. 33 éves korában jelentette be visszavonulását. - Anne Kremer (1975. október 17. Luxembourg, Luxemburg), 1998-tól volt hivatásos játékos. Legjobb egyéni világranglista-helyezése a 18. volt 2002-ben. Pályafutása során két egyéni WTA tornagyőzelmet ért el. 38 éves korában jelentette be visszavonulását - Regina Kulikova (1989. január 30. Almati, Kazahsztán), 2004-től volt hivatásos játékos. Legjobb egyéni világranglista-helyezése a 65. volt 2010-ben, párosban a 226. 2011-ben. 25 éves korában jelentette be visszavonulását. - Li Na (1982. február 26. Vuhan, Kína), 1999-től volt hivatásos játékos. Legjobb egyéni világranglista-helyezése a 2. volt 2014-ben. Pályafutása során két egyéni Grand Slam-tornagyőzelmet ért el, (2011-es Roland Garros és 2014-es Australian Open), első kínai versenyzőként a tenisz történetében, emellett még négy alkalommal volt döntős. Pályafutása során 9 egyéni WTA tornagyőzelmet szerzett, és ő volt az első kínai versenyző, akinek ez sikerült. Sérülés miatt vonult vissza 32 éves korában. - Sanda Mamić (1985. március 22. Zágráb, Horvátország), 2004-től volt hivatásos játékos. Legjobb egyéni világranglista-helyezése a 83. volt 2005-ben. 28 éves korában jelentette be visszavonulását. - Iveta Melzer (1983. február 1. Most, Csehszlovákia), 1998-tól volt hivatásos játékos. Legjobb egyéni világranglista-helyezése a 25. volt 2009-ben, párosban a 17. 2011-ben. Pályafutása során 2 egyéni és 14 páros WTA tornagyőzelmet szerzett. A Grand Slam tornákon egyéniben két alkalommal jutott be a 4. körbe, (a 2011-es és a 2012-es Australian Openen), párosban negyeddöntős volt a 2011-es US Openen. Legjobb eredményét vegyes párosban érte el, amikor férjével Jürgen Melzerrel megnyerte a 2011-es wimbledoni teniszbajnokságot. A cseh Fed-kupa csapat aktív tagja volt, 2002−2012 között 13 alkalommal játszott a válogatottban. 31 éves korában jelentette be visszavonulását. - Michaela Paštiková (1980. március 27. Šumperk, Csehszlovákia), 1996-tól volt hivatásos játékos. Legjobb egyéni világranglista-helyezése a 89. volt 2005-ben, párosban a 35. 2005-ben. Pályafutása során 1 páros WTA tornagyőzelmet aratott. A 2005-ös Australian Openen párosban elődöntős volt. 34 éves korában jelentette be visszavonulását. - Gyinara Szafina (1986. április 27. Moszkva, Oroszország) korábbi világelső, aki 2000-től volt hivatásos játékos. Pályafutása során 12 egyéni és 9 páros WTA tornagyőzelmet szerzett. A világranglista élére 2009. április 20-án került, és 26 héten keresztül őrizte helyét. A Grand Slam tornákon egyéniben döntős volt a 2008-as és a 2009-es Roland Garroson, valamint a 2009-es Australian Openen. Párosban a 2007-es US Openen győzött. Legjobb páros világranglista-helyezése a 8. volt 2008-ban. A 2008-as nyári olimpiai játékokon Pekingben egyéniben ezüstérmet szerzett. Utolsó hivatásos mérkőzését 2011-ben játszotta, majd hátsérülése miatt inaktív lett. Véglegesen 2014-ben, 28 éves korában jelentette be visszavonulását. - Meghann Shaughnessy (1979. április 13. Richmond (Virginia), Egyesült Államok), 1996-tól volt hivatásos játékos. Legjobb egyéni világranglista-helyezése a 11. volt 2001-ben, párosban a 4. 2005-ben. Pályafutása során 6 egyéni WTA tornagyőzelmet aratott. A Grand Slam tornákon legjobb eredménye a 2003-as Australian Openen elért negyeddöntő volt. 34 éves korában jelentette be visszavonulását. - Hana Šromová (1978. április 10. Kopřivnice, Csehszlovákia), 1997-től volt hivatásos játékos. Legjobb egyéni világranglista-helyezése a 87. volt 2006-ban, párosban a 63. 2006-ban. 35 éves korában jelentette be visszavonulását. - Paola Suárez (1976. június 23. Buenos Aires, Argentína), a korábbi páros világelső 1991-től volt hivatásos játékos. Legjobb egyéni világranglista-helyezése a 9. volt 2004-ben, míg párosban 2002-ben a világranglista élén állt. Pályafutása során 8 páros Grand Slam-tornagyőzelmet szerzett, emellett négy egyéni és 44 páros WTA tornagyőzelmet aratott. 2007-ben egyszer már visszavonult, de 2012-ben újra aktiválta magát. 38 éves korában vonult vissza másodszor. - Jüan Meng (1986. május 9. Csangsa, Hunan, Kína), 2003-tól volt hivatásos játékos. Legjobb egyéni világranglista-helyezése a 86. volt 2008-ban. A Grand Slam-tornákon a legjobb eredménye a 2. körbe jutás volt, amely 2006-ban és 2008-ban az Australian Openen sikerült. 27 éves korában vonult vissza. |

## Visszatérők
Az alábbi, korábban visszavonult játékosok 2014-ben visszatértek.
| Visszatérő játékosok |
| --- |
| - Nicole Vaidišová (1989. április 23. Nürnberg, Nyugat-Németország), 2003-tól volt hivatásos játékos, majd 2010-ben vonult vissza. Legjobb egyéni világranglista-helyezése korábban a 7. volt. Pályafutása során hat WTA-tornagyőzelmet aratott, és két alkalommal jutott Grand Slam torna elődöntőjébe. |

## Díjazottak
A WTA Awards 2014 évi díjazottai a különböző kategóriákban.
| A díjazottak listája |
| --- |
| - Az év játékosa – Serena Williams - Az év párosa – Sara Errani és Roberta Vinci - A legtöbbet fejlődött játékos – Eugenie Bouchard - Az év visszatérő játékosa – Mirjana Lučić-Baroni - Az év felfedezettje – Belinda Bencic - Diamond Aces – Petra Kvitová - Player Service – Lucie Šafářová - Karen Krantzcke sportszerűségi díj – Petra Kvitová - Az év kedvenc játékosa szurkolói díj – Agnieszka Radwańska - Az év kedvenc párosa szurkolói díj – Sara Errani és Roberta Vinci - Kedvenc twitter-oldal szurkolói díj – Caroline Wozniacki - Kedvenc facebook-oldal szurkolói díj – Marija Sarapova - Kedvenc videó szurkolói díj – WTA Finals legjobb pillanatai - Kedvenc WTA élő show szurkolói díj – Pre-WImbledon Party - Az év ütése szurkolói díj – Agnieszka Radwańska (Montréal elődöntő) - Az év mérkőzése szurkolói díj – Serena Williams vs. Caroline Wozniacki, WTA Finals - Az év Grand Slam mérkőzése szurkolói díj – Marija Sarapova vs. Simona Halep, 2014-es Roland Garros döntő. |